# Mansoor Khan
Mansoor Khan, né en Inde à Hyderabad, est un réalisateur, scénariste et producteur indien.

## Biographie
Mansoor Khan est le fils du réalisateur Nasir Hussain.
Son premier film, Qayamat Se Qayamat Tak (1988), fut un succès et lança la carrière de son cousin et acteur fétiche Aamir Khan, mais aussi de Juhi Chawla, Udit Narayan, Alka Yagnik et Anand-Milind.
Il marque le retour de Bollywood à des mélodrames musicaux après une décennie de films d'actions.
En 1992, il réalise un autre succès Jo Jeeta Wohi Sikander[réf. nécessaire] (inspiré de La Bande des quatre) mais Akele Hum Akele Tum (1995) (inspiré de Kramer contre Kramer) et Josh (2000) (inspiré de West Side Story), ne furent pas aussi prisés.